# In Depths of Dreams Unconscious
In Depths of Dreams Unconscious è un EP pubblicato dal gruppo svedese black metal/christian metal Crimson Moonlight, nel 2006.

## Il disco
L'intro "Arcana - In depths of dreams uncounscious" e poi "The advent of the grim hour" parte con un attacco di doppia cassa che farebbe invidia ai Dimmu Borgir più estremi (molti i punti in comune nel sound delle due formazioni scandinave), ma poi i ritmi si fanno più cadenzati, e allo scream di Pilgrim si alterna un profondo growl, e poi riff a cascata e melodie molto trascinanti.
Poi un break, la calma.
Le idee viaggiano alla velocità della luce, rendendo ogni singolo istante di ascolto più intrigante e coinvolgente del precedente. Ricchissimi sono ovviamente gli spunti dal death metal, così "Shever of fear" è classicamente death metal nel suo incedere di riffoni ed accelerate che prendono alla sprovvista, una delizia per l'headbanging. Ma con la quarta traccia "Alone in silence" si intravede uno spiraglio di vichinga meditazione: è indubbiamente la più interessante del disco, con una melodia di apertura tra le più interessanti mai scritte dalla band. L'epicità si spreca, ma la brutalità impedisce di concentrarvisi su, e così si corre nella steppa innevata mentre la melodia accompagna l'urlo di Pilgrim. E poi un leggero arpeggio di chitarra interrompe e chiude tutto.

## Tracce
1. In Depths of Dreams Unconsious
2. The Advent of the Grim Hour
3. Shiver of Fear
4. Alone in Silence

## Formazione
- Simon Rosen aka Pilgrim - voce
- Petter Stenmarker - chitarra/voce
- Per Sundberg - chitarra
- Jani Stefanovic - chitarra
- Hubertus Liljegren - basso/chitarra
- Gustav Elowson - batteria